# Jiří Bálek
Jiří Bálek (* 12. února 1965 Ústí nad Labem) je český herpetolog, kameraman, dokumentarista a autor přírodovědných filmů.

## Život
Absolvoval Gymnázium v Ústí nad Labem, poté již jako zaměstnanec Zoologické zahrady v Ústí nad Labem studoval dálkově nástavbu chovatel cizokrajných zvířat na SOU Čakovice. Z kádrových důvodů nebyl za minulého režimu[ujasnit] přijat na vysokou školu a vysokoškolské vzdělání si mohl doplnit až v pozdějším věku. Vystudoval biologii na Přírodovědecké fakultě UJEP a systematickou zoologii na Přírodovědecké fakultě Univerzity Karlovy. Absolvoval diplomovou prací na téma Oční sekrece u bodlínů: fysiologické, behaviorální a fylogenetické souvislosti (Tenrecinae, Afrosoricida).

## Profesní kariéra
Hned po gymnáziu nastoupil do Zoologické zahrady v Ústí nad Labem jako vedoucí Stanice mladých přírodovědců (založené nejprve na teraristickém kroužku, který vedl při Krajském domě dětí a mládeže v Ústí nad Labem již od svých 15 let). V roce 1991 vedl rok oddělení propagace Severočeského divadla opery a baletu v Ústí nad Labem. V letech 1992–1997 pracoval jako kameraman ve zpravodajství nejprve Československé televize, od roku 1993 České televize, poté ho Josef Formánek přivedl do cestopisného magazínu Koktejl, kde založil oddělení Koktejl TV produkující cestopisné videokazety a připravoval reportáže ze zahraničních cest (Mexiko, Madagaskar, Malé Antily, Kostarika, Jižní Afrika, Tunisko, Indonésie atd.) Odtamtud odešel v roce 2001 a ve stejném roce založil vlastní televizní studio LEMURIA TV (produkce dokumentárních filmů, přírodovědných pořadů a cestopisných reportáží), které funguje dosud.
S Liborem Kuntem a Pavlem Hoškem realizoval dvě přírodovědné expedice na Madagaskar (LEMURIA 93 a 98).
V roce 2015 vyhrál konkurz na ředitele Zoologické zahrady v Ústí nad Labem, kde působil od března do svého kontroverzního odvolání 15. října 2015.  Proti jeho odvolání vznikla petice Od té doby spolupracuje se Zoologickou zahradou v Praze.
Jako průvodce po Madagaskaru spolupracoval s několika cestovními kancelářemi (CK Livingstone, CK Adventura, CK Rajbas).

## Tvorba
Ve zpravodajství České televize se jako kameraman podílel na cca 1000 reportáží. S pořadem Toulavá kamera spolupracuje od jeho vzniku v roce 2003 (dosud více než 300 reportáží), do pořadu Objektiv autorsky připravil přes 80 reportáží. Jako scenárista, kameraman a režisér spolupracoval na cestovatelských dílech magazínu Televizní klub neslyšících. Natočil také čtyři díly seriálu Na cestě. Pro Českou televizi připravoval nakonec nevysílaný cestopisný magazín Koktejl planety Země.
Od roku 2000 spolupracuje s Václavem Chaloupkem a jako kameraman se podílel na večerníčkových seriálech se zvířaty: Méďové (2001), Vydrýsek (2002), Bráškové (2003), Méďové II - Povídání pro Aničku (2003), Madla a Ťap (2006), Podivuhodná cesta ježka Aladina (2009), Pohádky pro štěňátka (2010), Méďové na cestách (2013), Gorilí povídání (2015), a také na seriálech Kouzlo Afriky (2005) a Mizející Afrika (2025).
S Přemyslem Rabasem natočil v období 2007 až 2014 třináctidílný seriál Přežili rok 2000.

### Výběr z dokumentárních filmů
- 1998 Madagaskar – ostrov či kontinent?
- 2003 Vzpomínka na Petra Voženílka[14]
- 2004 Mikroregion Labské skály
- 2005 Soutěsky u Hřenska
- 2008 Po stopách ptačího eldoráda
- 2008 Kráska v šupinách
- 2009 Návrat nosorožců do Mkomazi
- 2009 Poslední šance pro severní bílé nosorožce
- 2010 Zachráníme supy?
- 2011 Africká savana
- 2011 Skrytý život mloků
- 2017 Naděje pro severní bílé nosorožce

### Knihy
- 2007 Cestománie III (kapitola o Madagaskaru)
- 2009 Na cestě I (kapitola o Madagaskaru)

### Výstavy
- 1997 Mexiko - příroda a lidé (výstava fotografií z přírodovědných výprav Mexico Asombroso 1991 a 1996), Muzeum města Ústí nad Labem
- 1999 Madagaskar - svět sám pro sebe (výstava o přírodě a lidech jedinečného ostrova, expedice Lemuria 1993 a 1998), Muzeum města Ústí nad Labem

## Ocenění
Již jako středoškolák uspěl s animovaným ploškovým snímkem Podzim v soutěži amatérského filmu Minuta film 1982 (2. místo – stříbrná kamera). Na festivalu Rychnovská osmička získal s filmem Jatky z minulého století v roce 1991 hlavní cenu. V kategorii Cestovatelský film obsadil na festivalu Go kamera 2010 1. místo s dokumentárním filmem Návrat nosorožců do Mkomazi.